# Hélène Rochas
Hélène Rochas all'anagrafe Nelly Paulette Jeanne Brignolle (Montauban-de-Picardie, 24 marzo 1921 – Parigi, 6 agosto 2011) è stata un'imprenditrice ed ex modella francese, direttrice ed amministratrice delegata dell'azienda di profumiera Rochas, rilevata dal marito dal 1955 al 1971.
Da giovane aveva studiato danza e recitazione, ed aveva rifiutato il ruolo principale in Casco d'oro di Jacques Becker.
All'età di diciassette anni conobbe il futuro marito Marcel, più grande di lei di diciannove anni. Fu proprio in suo onore che Marcel Rochas fece realizzare il celebre profumo Femme dal "naso" Edmond Roudnitska. La coppia ebbe due figli: Sophie e François. Nel 1955, alla morte del marito, Helene Rochas rilevò il marchio Rochas, e fu citata come "la più giovane manager di Francia". Nel 1980, durante un'intervista a Time Magazine, la donna riconobbe al marito il ruolo di "pigmalione" nei suoi confronti.
Fu spesso considerata icona della moda e dell'eleganza, e Andy Warhol le dedicò un ritratto nel 1975. Fu anche molto celebre per le sontuose feste organizzate.
Si ritirò dalla scena pubblica pochi anni prima della sua morte avvenuta all'età di novant'anni.